# 1960年ローマオリンピックの東西統一ドイツ選手団
1960年ローマオリンピックの東西統一ドイツ選手団（1960ねんローマオリンピックのとうざいとういつドイツせんしゅだん）は、1960年8月25日から9月11日にかけてイタリアの首都ローマで開催された1960年ローマオリンピックの東西統一ドイツ選手団、およびその競技結果。

## 概要
今大会は金メダル12個、銀メダル19個、銅メダル11個の合計42個のメダルを獲得した。

## メダル
| メダル | 選手名                                                                                        | 競技   | 種目                       |
| ------ | --------------------------------------------------------------------------------------------- | ------ | -------------------------- |
| 金     | アルミン・ハリー                                                                              | 陸上   | 男子100m                   |
| 金     | ベルント・クールマン アルミン・ハリー ヴァルター・メーレンドルフ マルチン・ラウアー           | 陸上   | 男子4×100mリレー           |
| 銀     | カール・カウフマン                                                                            | 陸上   | 男子400m                   |
| 銀     | ハンス・グロドッキ                                                                            | 陸上   | 男子5000m                  |
| 銀     | ハンス・グロドッキ                                                                            | 陸上   | 男子10000m                 |
| 銀     | ヨアヒム・レスケ マンフレート・キンダー ヨハネス・カイザー カール・カウフマン                 | 陸上   | 男子4×400mリレー           |
| 銀     | バルター・クリューガー                                                                        | 陸上   | 男子やり投                 |
| 銀     | ユッタ・ハイネ                                                                                | 陸上   | 女子200m                   |
| 銀     | マルタ・ラングバイン アニー・ビーフル ブリュンヒルデ・ヘンドリックス ユッタ・ハイネ           | 陸上   | 女子4×100mリレー           |
| 銀     | ヨハンナ・リュトゲ                                                                            | 陸上   | 女子砲丸投                 |
| 銀     | グスタフ＝アドルフ・シューア エゴン・アドラー エリッヒ・ハーゲン ギュンター・レルケ           | 自転車 | 男子チームタイムトライアル |
| 銀     | ディーター・ギーゼーラー                                                                      | 自転車 | 男子1000mタイムトライアル  |
| 銀     | ジークフリート・ケーラー ベルント・バルレーベン ペーター・グレーニング マンフレット・クリーメ | 自転車 | 男子4000m団体追い抜き      |
| 銀     | ユルゲン・ジーモン ロター・シュテーバー                                                       | 自転車 | 男子タンデムスプリント     |
| 銅     | ウルスラ・ドナート                                                                            | 陸上   | 女子800m                   |
| 銅     | ギゼラ・ビルケマイヤー                                                                        | 陸上   | 女子80mハードル            |
| 銅     | ヒルドルン・クラウス                                                                          | 陸上   | 女子走幅跳                 |